# Février 1818

## Événements

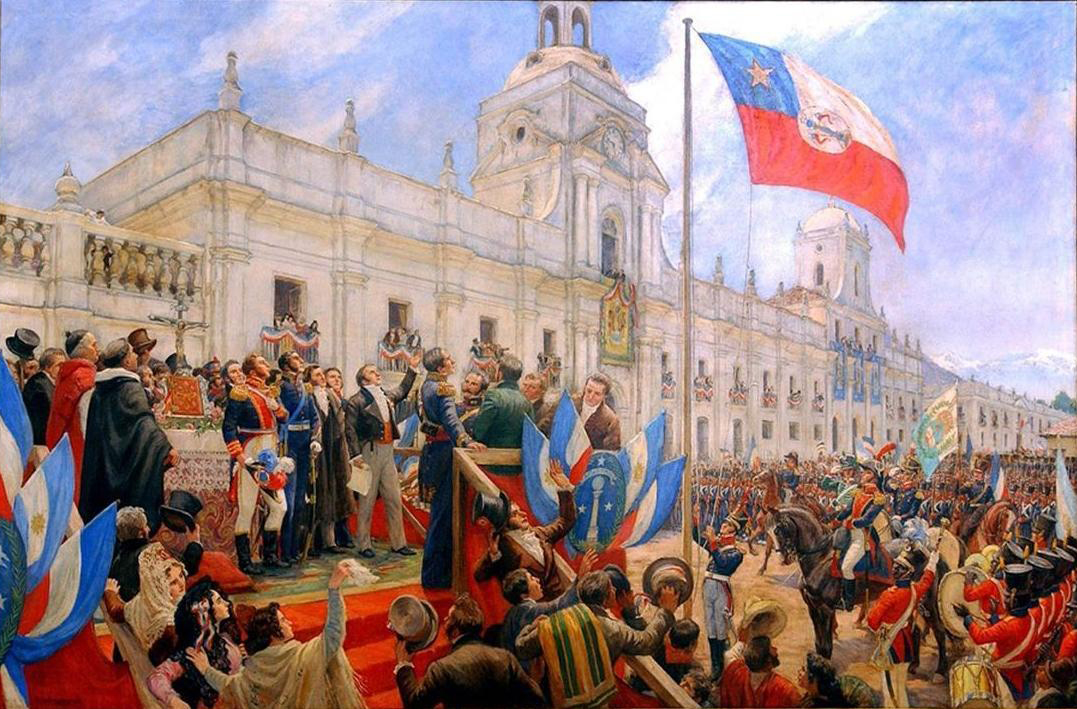
12 février : indépendance du Chili

- Russie : plan de libération des serfs d’Araktcheïev[1].

- 5 février : début du règne de Charles XIV (Jean-Baptiste Jules Bernadotte), roi de Suède[2] (fin en 1844).

- 10 février : l'île de Cuba obtient la liberté de commerce[3].

- 12 février : indépendance du Chili proclamée par O'Higgins, assurée après la bataille de Maipú le 5 avril. O'Higgins devient le premier président du Chili (fin en 1823)[4]. Il impose facilement un État centralisé et autoritaire.

## Naissances
- 16 février : « El Salamanquíno » (Julián Casas del Guijo), matador espagnol († 14 août 1882).
- 28 février : Michel Kleczkowski, professeur de chinois français d'origine polonaise († 26 mars 1886).

## Décès
- 7 février : Ennius Quirinus Visconti (né en 1751), archéologue d'origine italienne.
- 23 février : Alexander von Jordis (né en 1743), général autrichien.
- 28 février : Anne Vallayer-Coster, peintre française (° 21 décembre 1744).